# Джин Клапп
Джин Клапп (англ. Gene Clapp, 19 листопада 1949) — американський академічний веслувальник.
Срібний призер Олімпійських Ігор 1972 року в складі вісімки.